# Dellinger (cráter)

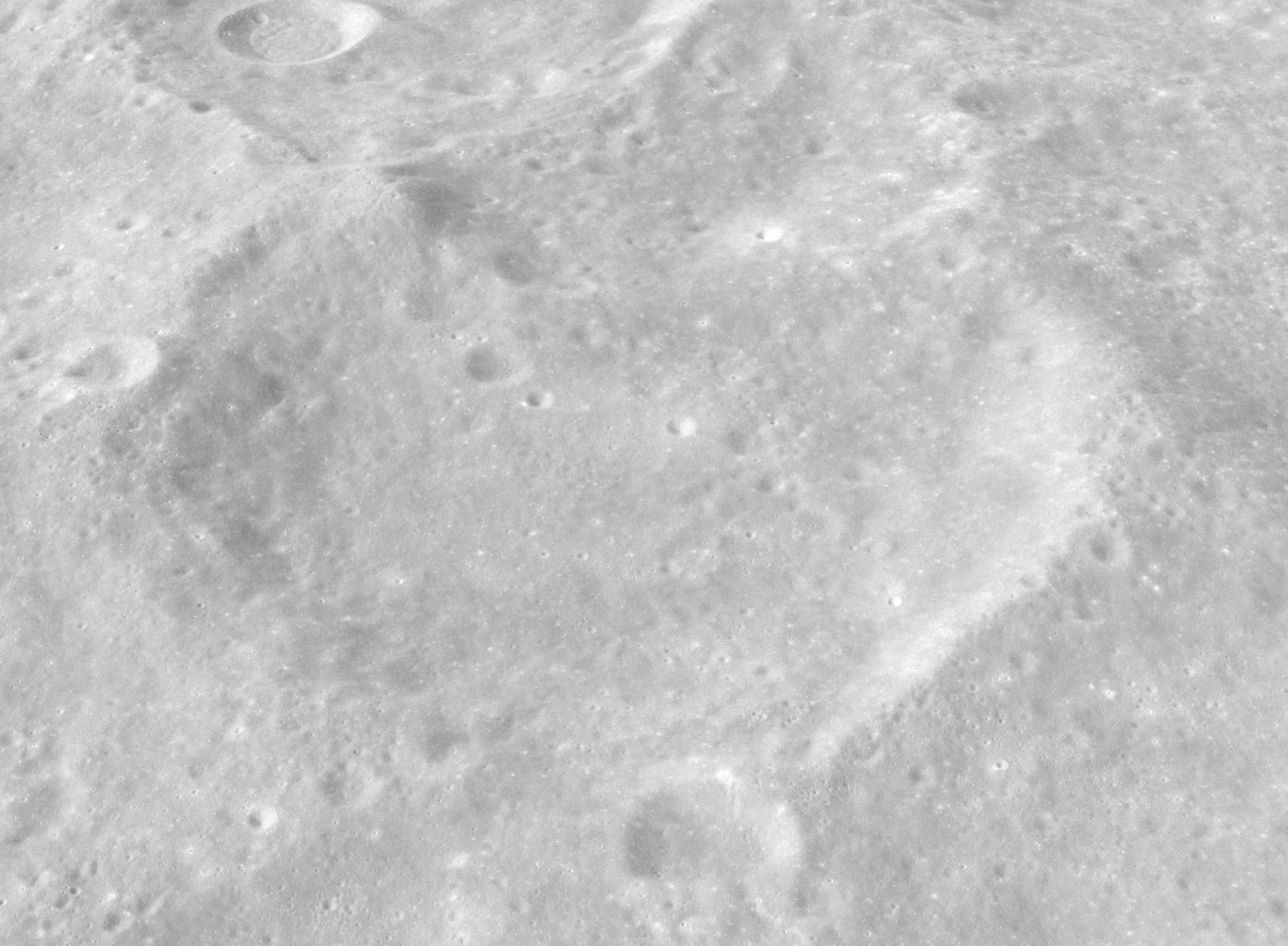
Vista oblicua Apolo 17 mirando hacia el norte

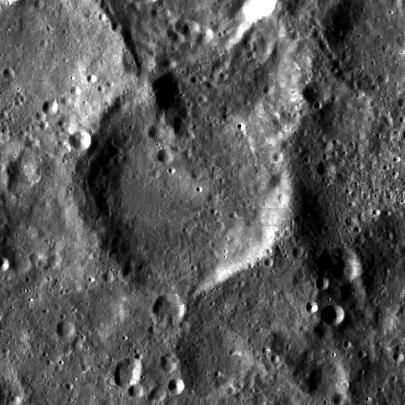
Fotografía de la misión Lunar Reconnaissance Orbiter

Dellinger es un cráter de impacto que se encuentra en la cara oculta de la Luna. Se inserta en el borde sur del cráter Pannekoek. Al sureste se encuentra el cráter Marconi, y al suroeste aparece Chauvenet.
|  |

El borde exterior de este cráter está erosionado en algunos lugares, incluyendo un saliente hacia el exterior a lo largo del borde meridional y en particular a lo largo de la mitad norte. Se localiza un par de pequeños cráteres en la parte noroeste del suelo interior.

## Cráteres satélite
Por convención estos elementos son identificados en los mapas lunares poniendo la letra en el lado del punto medio del cráter que está más cerca de Dellinger.
|           | \| Dellinger \| Coordenadas \| Diámetro \| \| --------- \| ----------------------------- \| -------- \| \| B \| 5°30′S 141°06′E / -5.5, 141.1 \| 53 km \| \| U \| 6°18′S 136°48′E / -6.3, 136.8 \| 16 km \| |          |
| Dellinger | Coordenadas | Diámetro |
| B         | 5°30′S 141°06′E / -5.5, 141.1 | 53 km    |
| U         | 6°18′S 136°48′E / -6.3, 136.8 | 16 km    |